# 黑措格施坦德山
47°36′52″N 11°18′36″E / 47.61444°N 11.31000°E

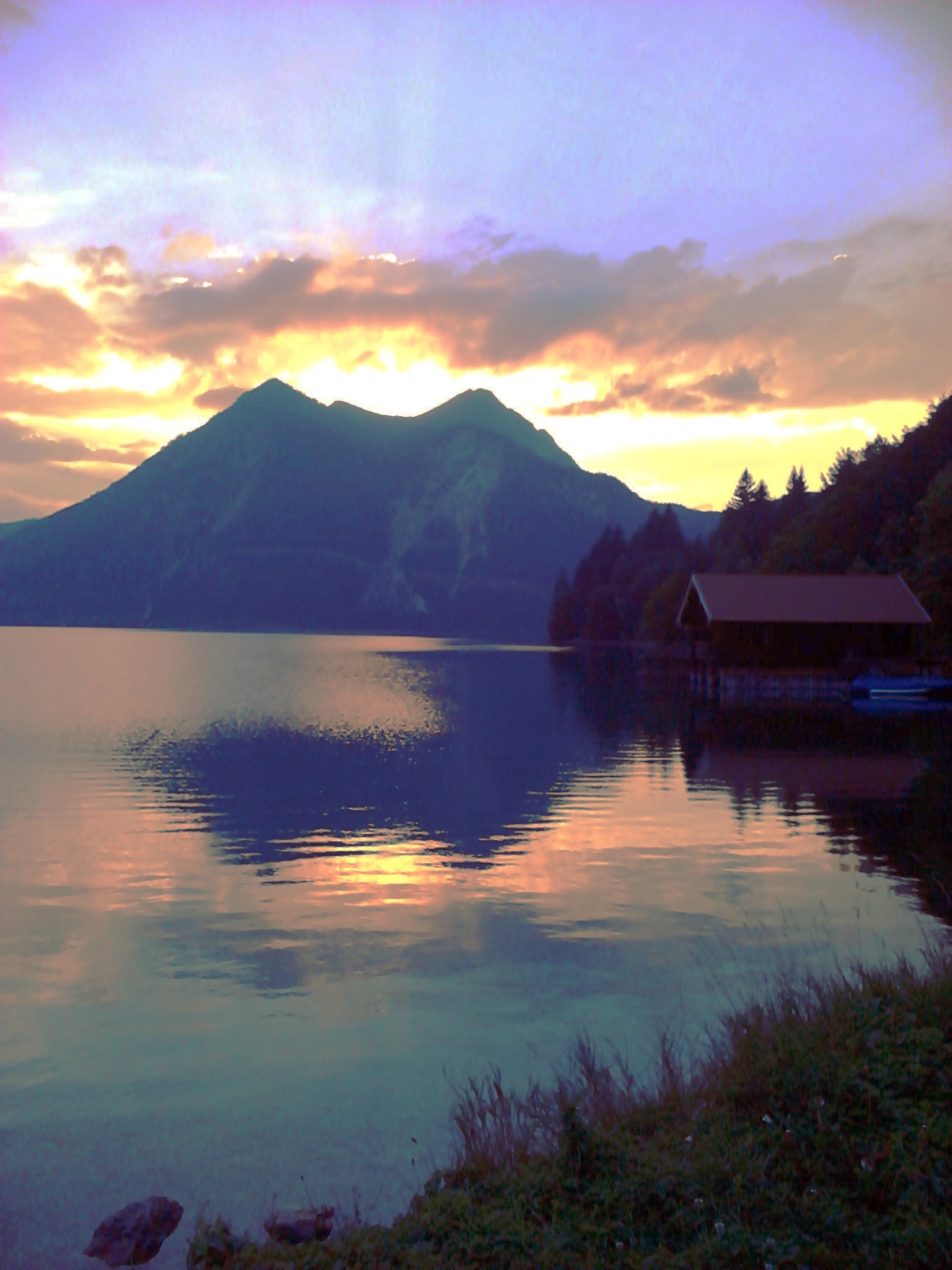

黑措格施坦德山（德語：Herzogstand）是德國巴伐利亚州的山峰，位於該國東南部，屬於巴伐利亞前阿爾卑斯山脈的一部分，海拔高度1,731米，每年平均降雨量1,715毫米。